# 1001 (число)
Вижте пояснителната страница за други значения на 1001.
1001 (хиляда и едно) е естествено, цяло число, следващо 1000 и предхождащо 1002.
Хиляда и едно с арабски цифри се записва „1001“, а с римски цифри – „MI“. Числото 1001 е съставено от четири цифри от позиционните бройни системи – два 1 (едно и два 0 (нула).

## Общи сведения
- 1001 е нечетно число.
- 1001 е година от Новата ера.